# Acalypha nyasica
Acalypha nyasica é uma espécie de flor do gênero Acalypha, pertencente à família Euphorbiaceae.